# 小面

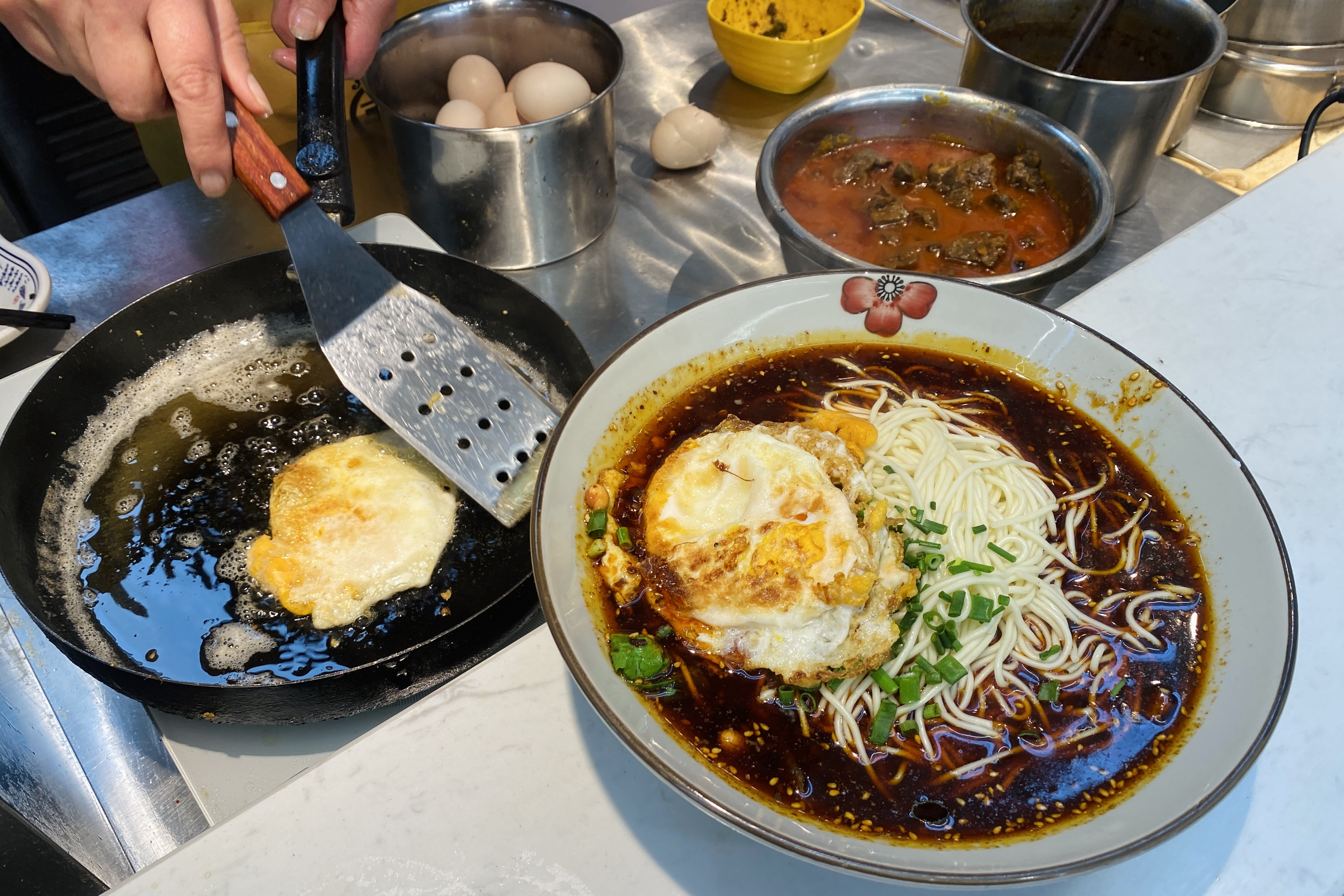
重庆素小面和煎蛋

小面，是重庆本土的一种特色小吃，一般价格较低，多出现于路边摊或小餐馆。狭义上小面指麻辣素面，但也可泛指豌杂面、牛肉面等。其面条有嚼劲，配以水烫青菜，是重庆的平民美食之一，也是重庆人早餐的首选。
重庆小面虽然价格低廉，但用料考究。区别于北方的传统面条，其面身必须用当地碱水制成的新鲜碱面（湿面）才能做出富有嚼劲的口感。另外，小面制作的调料丰富，包括：猪油、油辣椒、酱油、醋、葱花、姜蒜水、芝麻、花椒粉、味精等十多种，不同店面还根据自身菜谱加入豌豆、杂酱等。小面重在味而不在量，因此重庆民间有“宽汤窄面”之说法。在鄂西一代也有类似的小面，但调料搭配上稍有变化。

## 面条

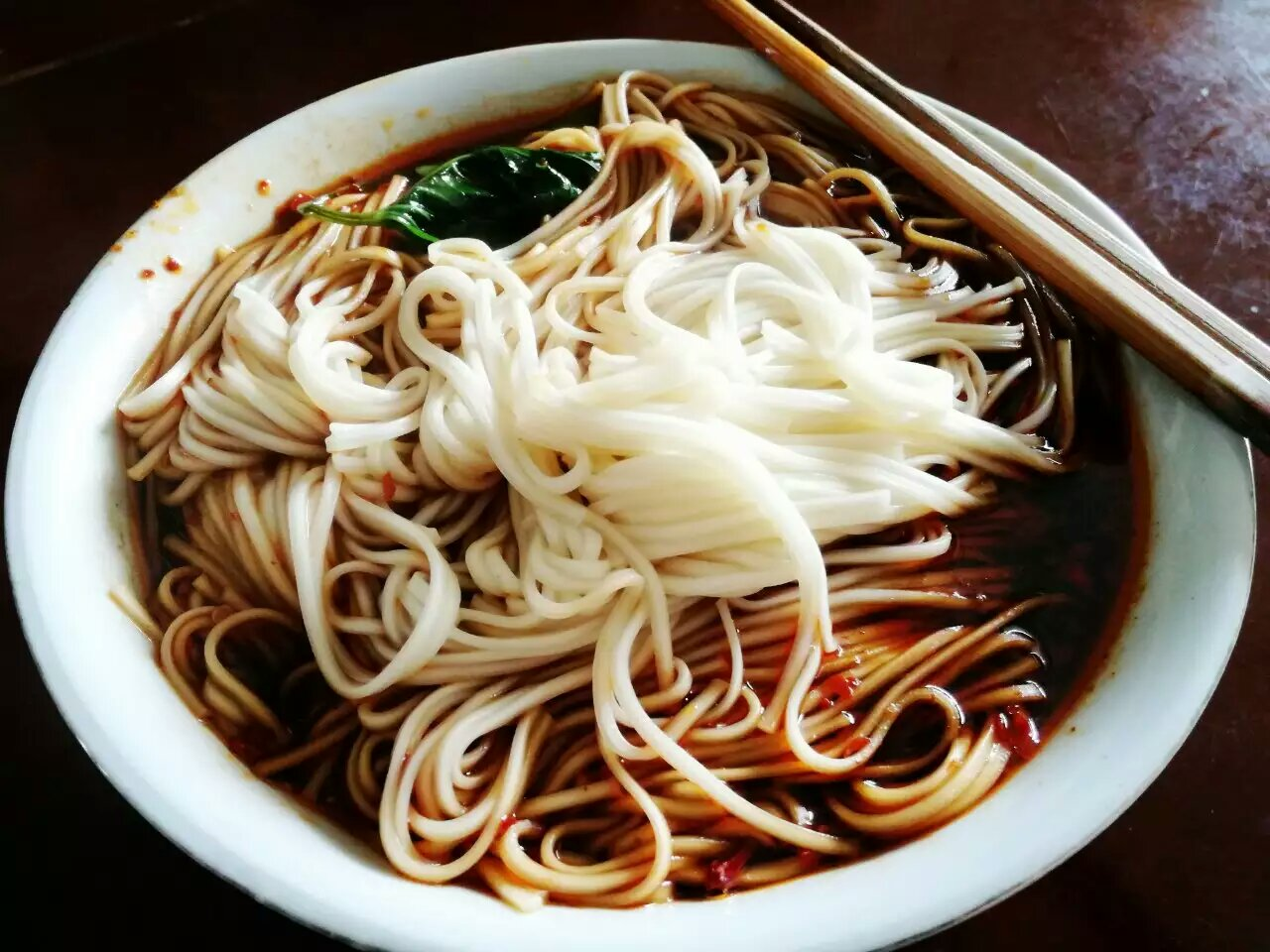
新鲜面条制作的小面

用来制作小面的碱水面有两种，一是刚生产出的、含大量水分的新鲜面条，重庆人称其为“水面”或“水叶子面”，这种面条可在烹饪过程中自由调整面条的韧劲，但不能长期储存；二是经晾干脱水后的干面条，一般简称为“干面”，由于含水分少，因此适合长期储存，但不利于烹饪过程中调整面条的韧劲，口感与新鲜面条相比也有较大差距。对于小面经营者而言，面条需求量大而不存在储存问题，通常使用新鲜面条。在家庭烹饪中，通常使用干面条。 
- 韭菜叶/宽面：指面条扁平状的小面；
- 细面/窄面：与韭菜叶相对，指面条细棍状的面条；

## 调料
重庆小面的调料（重庆人称之为“佐料”）都十分廉价，一碗好的小面，调料一般有酱油、味精、油辣椒（辣酱，重庆人称之为“油海椒”）、薑蒜水、榨菜粒、豬油（可用芝麻油或菜籽油代替）、葱花、芝麻酱、花椒粉、芽菜末、炒熟的花生碎粒、醋等。其中，油辣椒被誉为小麵的「靈魂」，制作油辣椒可先将晒干的辣椒放入锅中翻炒，同时在另一锅中以菜籽油或色拉油为原料湔油（将菜籽油或色拉油等食用油煮熟称为“湔油”），待辣椒颜色红亮时，起锅将辣椒捣碎，并将湔好的油和捣碎的辣椒按体积比1:1混合即可。 
- 干溜：不加面汤的小面（多用于杂酱面和豌杂面）；
- 多汤：加面汤的小面，和干溜相对（多用于杂酱面和豌杂面）
- 提黄：指面条硬度稍大、有嚼劲的小面，因水煮时间较短使得面条颜色偏黄，故称；
- 多青：指蔬菜较多的小面。 [1]

## 分类

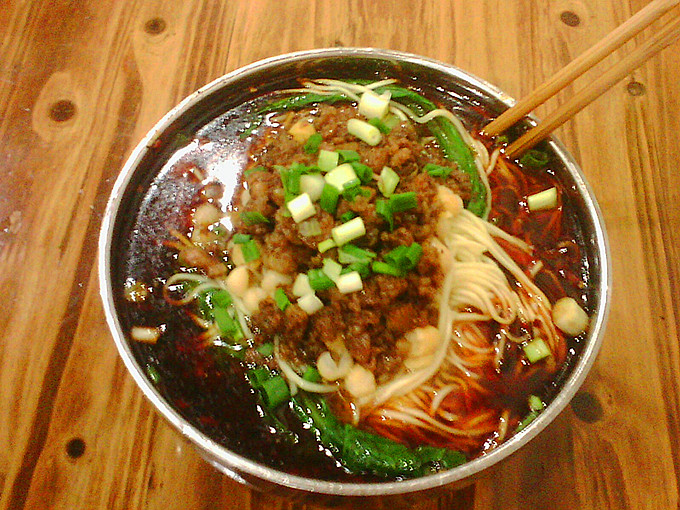
豌豆杂酱面是小面的一种

常见的小面有素面、杂酱面、豌杂面（豌豆杂酱面）、牛肉面、肥肠面等。其中，杂酱是指使用菜籽油或色拉油和料酒炒熟的肉末，豌豆是指煮熟的豌豆，牛肉面指的是在素面的基础上加入红烧牛肉。虽广义上的小面包括所有类型的小面，但在重庆的小面摊点和餐馆中，小面被狭义的专指素面。按口味不同，重庆小面主要分为红汤（有辛辣调料）和清汤（无辛辣调料）两种。

## 发展
不同于火锅，重庆小面发展并不统一，大部分面店过于简陋，缺少现代化的流通方式，加之大多数小面经营者不做加盟和缺乏商业推广的意识，小面在当前很难发展出规模。另外，因碱水的地域性限制和缺少相应的历史文化，目前小面在发展上还难以和全国性的兰州牛肉面等面食相媲美。在小面影响力的方面，十分值得一提的是2013年第二届中国饭店文化节暨首届中国面条文化节评选出的“中国十大面条”中，重庆小面并未上榜。尽管事后有著名主持人孟菲通过社交媒体新浪微博为小面“叫屈”，但小面在重庆境外弱影响力仍是毋庸置疑的。

### 管理
“重庆小面50强”最初由重庆商报在网络上发起，由于重庆小面店铺或摊位流动较大以及各路网友推荐，因此“重庆小面50强”每隔一年会重新评选一次。2011年由小面爱好者组织成立“重庆小面评吃团”的组织不断召集小面爱好者走访重庆小面面馆进行团队评吃，并通过网络传播的方式引导民间排榜。
2016年2月23日，重庆小面协会正式成立，这是全重庆唯一的一家小面协会，也是中国第一家小面协会。张寿江出任重庆市小面协会会长。多家小面馆表示将加入协会，也从此商铺告别单打独斗的局面。因为《嘿！小面》纪录片出名的“面痴”李杰平（网名：123台灯）出任秘书长，但一周之后他因“不太适合办公室工作”宣告辞职。

## 文化
重庆音乐制作人李润曾为小面制作了一段名为《小面》的微电影。另外，中国中央电视台纪录频道（CCTV-9）也曾播放过纪录片《嘿！小面》。

## 健康問題
重慶小面在調料中使用大量食鹽及花椒，對於並無吃辣習慣之人士可能會在食用後產生腸胃反應。同時小面中含有大量鈉，亦須在食用時注意是否攝入過多鈉元素。